# Il bacio di Giuda (film 1988)
Il bacio di Giuda è un film del 1988 diretto da Paolo Benvenuti.
Il film è una rilettura degli ultimi giorni della vita di Gesù e di Giuda Iscariota.

## Riconoscimenti
- 1990 - Ciak d'oro
  - Candidatura a migliori costumi a Marcella Niccolini